# Landécourt
Landécourt – miejscowość i gmina we Francji, w regionie Grand Est, w departamencie Meurthe i Mozela.
Według danych na rok 1990 gminę zamieszkiwało 76 osób, a gęstość zaludnienia wynosiła 13 osób/km² (wśród 2335 gmin Lotaryngii Landécourt plasuje się na 969. miejscu pod względem liczby ludności, natomiast pod względem powierzchni na miejscu 934.).

## Populacja

Populacja Landécourt w latach 1962–2008